# 渡辺恵理
渡辺 恵理（わたなべ えり、1986年 - ）は、日本のフリーアナウンサー。

## 来歴
山梨県出身。中央大学総合政策学部卒業。日本大学大学院法学研究科政治学専攻修了。アナウンススクールの日テレ学院出身。大学2年の夏には、アメリカのワシントンD.C.にある大学に短期留学していた。
2010年からCATV富士五湖でアナウンサー兼務の制作業務を担当した後、フリーアナウンサーとして活動。並行して地元のフリーマガジン『チュスマ』の読者モデルも務め、2013年には内閣府青年国際交流事業の世界青年の船に参加した。
2015年からNHKさいたま放送局に勤務。報道部勤務を経て、2017年春に同局のキャスターになる。キャスター就任後には、同局がNHK-FMで放送している『週刊☆サッカー王国』に出演し、サッカーを中心とするスポーツの取材を担当。首都圏のNHK総合テレビで放送される『ひるまえ ほっと』などにも出演していた。なお、2018年に埼玉県立朝霞高等学校のゲートボール同好会を取材したのが縁で、2020年から公益財団法人日本ゲートボール連合の理事も務めている。
2021年4月からは再びフリーアナウンサーとして活動し、それと並行して武蔵野音楽大学にも通っている。

## 人物
2012年ロンドンオリンピックレスリング男子66kg級の金メダリストである米満達弘とは同郷で、小中学校時代の同級生である。2019年にNHKさいたま放送局の担当番組で共演を果たし、その際に「何度か同じクラスになったことがあり、当時、同じ班になって掃除当番や給食当番を一緒にやった」とブログに記した。

## 担当番組

### ラジオ番組
- 週刊☆サッカー王国（NHKさいたま放送局）
- 日刊!さいたま〜ず（NHKさいたま放送局） - リポーター[9]

### テレビ番組
- ひるまえ ほっと（NHK首都圏局）